# Мовілень (комуна, Олт)
Мовілень, Мовілені (рум. Movileni) — комуна у повіті Олт в Румунії. До складу комуни входять такі села (дані про населення за 2002 рік):
- Бача (1483 особи)
- Мовілень (2389 осіб)

Комуна розташована на відстані 115 км на захід від Бухареста, 22 км на схід від Слатіни, 65 км на схід від Крайови.

## Населення
За даними перепису населення 2002 року у комуні проживали 3872 особи. Усі жителі комуни рідною мовою назвали румунську.
Національний склад населення комуни:
| Національність | Кількість осіб | Відсоток |
| -------------- | -------------- | -------- |
| румуни         | 3864           | 99,8%    |
| цигани         | 8              | 0,2%     |

Склад населення комуни за віросповіданням:
| Релігія       | Кількість осіб | Відсоток |
| ------------- | -------------- | -------- |
| православні   | 3844           | 99,3%    |
| п'ятдесятники | 11             | 0,3%     |
| бретрени      | 9              | 0,2%     |
| баптисти      | 4              | 0,1%     |
| атеїсти       | 3              | 0,1%     |
| реформати     | 1              | < 0,1%   |

## Зовнішні посилання
- Дані про комуну Мовілень на сайті Ghidul Primăriilor